# David Helfgott
David Helfgott (* 19. Mai 1947 in Melbourne) ist ein australischer Pianist. Sein Leben inspirierte den australischen Filmregisseur Scott Hicks zu dem Oscar-prämierten Film Shine – Der Weg ins Licht (1996).

## Leben
David Helfgott wuchs als Sohn polnisch-jüdischer Eltern auf und wurde, nachdem er von seinem Vater seit dem sechsten Lebensjahr Klavierunterricht erhalten hatte, als Wunderkind entdeckt. Als 8-Jähriger hielt er in einem Wettbewerb trotz rutschendem Sitz durch und erhielt einen „Sonderpreis für Mut“. Im Alter von zehn Jahren studierte er bei Frank Arndt, einem Klavierlehrer aus Perth, und gewann zahlreiche lokale Wettbewerbe, sowohl allein als auch mit seiner älteren Schwester Margaret.
Mit 14 Jahren bekam er das Angebot, in den USA zu studieren, was sein Vater ihm jedoch verbot. 1966, mit 19 Jahren, gewann er ein Stipendium für ein Studium bei Cyril Smith am Royal College of Music in London. Vier Jahre später trat er in der Royal Albert Hall auf, in der er mit dem 3. Klavierkonzert von Rachmaninow einen triumphalen Erfolg erzielte.
In seiner Zeit in London traten Symptome einer schizoaffektiven Störung zu Tage. Unter anderem erlitt er einen schweren Nervenzusammenbruch. 1970 kehrte er daher nach Perth zurück, wo er ein Jahr später seine erste Frau Clara heiratete. Kurz darauf erlitt er einen weiteren Zusammenbruch und wurde in eine psychiatrische Klinik eingewiesen. Die folgenden zehn Jahre blieb er in psychiatrischer Behandlung.
In den 1980er und 1990er Jahren ging Helfgott in Australien und Europa auf Konzerttourneen. 1984 heiratete er die Astrologin Gillian Murray, mit der er bis zu ihrem Tod 2022 in The Promised Land, einem Tal in der Nähe von Bellingen in New South Wales, zusammengelebt hat.
Helfgott spielt bevorzugt Werke der romantischen Musik, etwa von Frédéric Chopin, Franz Liszt, Modest Mussorgski, Sergei Rachmaninow, Nikolai Rimski-Korsakow oder Robert Schumann.

## Dokumentarfilm
Am 7. Januar 2016 startete die Dokumentation Hello I Am David! Eine Reise mit David Helfgott von Cosima Lange in den Deutschschweizer sowie am 21. Januar in den deutschen Kinos. Die Dokumentation begleitet Helfgotts Europatournee mit den Stuttgarter Symphonikern im Jahr 2012. In seiner Filmkritik für Programmkino.de bezeichnet Christian Horn Helfgott als „außergewöhnlichen Musiker, der das Leben als kurzes Zauberstück versteht“.